# Mariolina De Fano
Mariolina De Fano, all'anagrafe Maria Esther De Fano (Bari, 14 ottobre 1940 – Bari, 18 agosto 2020), è stata un'attrice e comica italiana.

## Biografia
A tre anni, esordì sul palco del dopolavoro ferroviario teatro con una poesia scritta dal padre, Vito De Fano (Lecce, 30 giugno 1911 – Bari, 25 gennaio 1989).
Sergio Rubini, nativo di Grumo Appula, le ha affidato ruoli in diversi suoi film: Prestazione straordinaria, Il viaggio della sposa, Tutto l'amore che c'è, L'anima gemella e L'uomo nero. 
È morta il 18 agosto 2020 a causa di un malore nella sua casa di Bari, nel rione Libertà, all'età di 79 anni.

### Carriera
Ha preso parte a numerose commedie comiche, musicali e operette, in particolare nell'ambito della sua regione nativa, nonché a film e ad episodi di fiction televisive. Ha recitato anche in ruoli drammatici. Tra il 1976 e il 1980 ha lavorato nella compagnia teatrale di Nicola Pignataro. Ha lavorato con registi teatrali come Pasquale De Cristoforo, Aldo Reggiani, Patrick Rossi Gastaldi, Lorenzo Solvetti e Augusto Zucchi, senza tuttavia ricoprire mai ruoli da protagonista. 
Tra il 1950 e il 2020 ha recitato in tutte le commedie di suo padre e ha messo in scena opere teatrali di autori pugliesi come Laviosa,Maurogiovanni,Spadaro,Pignataro,Cimarrusti e Ingrosso,Saponaro
Ha interpretato il ruolo di Pomerania nell'operetta Il paese dei campanelli con Sandro Massimini (1994) poi ha recitato in Don Giovanni di Cosimo Cinieri (1978), in Amìnue Amare di Michele Mirabella (1980) e ne Il caffè antico di Vito Signorile (1995).
Ha sostituito per una decina di repliche Regina Bianchi nel ruolo di donna Emilia in Assunta Spina, avendola soltanto ascoltata dietro le quinte.
Nel campo cinematografico, ha lavorato in piccoli ruoli assieme a registi quali Giulio Base, Aurelio Grimaldi, Enrico Oldoini e in Il carabiniere di Silvio Amadio (1981), in L'ammiratrice di Romano Scandariato (1983), Poverammore di Fernando Di Leo (1982) e Vigili e Vigilesse di Franco Prosperi (1984). Questi sono stati i suoi primi quattro film, recitati tutti in compagnia del suo partner storico Nicola Pignataro, poi Fuochi d'artificio di Leonardo Pieraccioni (1997).
In televisione è stata presente in emittenti televisive regionali (Telenorba), nei programmi Catene con Dante Marmone nel ruolo di "Ghitana", Mudù con Uccio De Santis e Ninni Di Lauro, e nel ruolo di "Nonna Innocenza", con il tipico accento barese, nella fiction Raccontami di Riccardo Donna e Tiziana Aristarco in onda su Rai Uno (2006-2008).
Ha lavorato inoltre in L'uomo che sognava con le aquile di Vittorio Sindoni e in Grandi domani di Vincenzo Terracciano (2005).

## Filmografia parziale

### Cinema
- Il carabiniere, regia di Silvio Amadio (1981)
- Vigili e vigilesse, regia di Franco Prosperi (1982)
- Pover'ammore, regia di Vincenzo Salviani e Fernando Di Leo (1982)
- L'ammiratrice, regia di Romano Scandariato (1983)
- Dove siete? Io sono qui, regia di Liliana Cavani (1993)
- I laureati, regia di Leonardo Pieraccioni (1995)
- Fuochi d'artificio, regia di Leonardo Pieraccioni (1997)
- Un bugiardo in paradiso, regia di Enrico Oldoini (1998)
- La bomba, regia di Giulio Base (1999)
- Tutto l'amore che c'è, regia di Sergio Rubini (2000)
- Si fa presto a dire amore, regia di Enrico Brignano e Bruno Nappi (2000)
- E adesso sesso, regia di Carlo Vanzina (2001)
- Un mondo d'amore, regia di Aurelio Grimaldi (2002)
- L'anima gemella, regia di Sergio Rubini (2002)
- L'uomo nero, regia di Sergio Rubini (2009)
- Piripicchio - L'ultima mossa, regia Vito Giuss Potenza (2010)
- Senza arte né parte, regia di Giovanni Albanese (2011)
- Non me lo dire, regia di Vito Cea (2012)
- Pane e burlesque, regia di Manuela Tempesta (2014)
- Chi m'ha visto, regia di Alessandro Pondi (2017)

### Televisione
- Così, così, così, regia di Michele Del Vecchio (1976)
- S.P.Q.R., regia di Claudio Risi (1997)
- Il conte di Montecristo, mini serie TV - regia di Josée Dayan (1998)
- Giornalisti, regia di Donatella Maiorca e Giulio Manfredonia (2000)
- Mudù, regia di Vito Cea (2001-2019)
- L'uomo che sognava con le aquile, regia di Vittorio Sindoni (2005)
- Grandi domani, regia di Vincenzo Terracciano (2005)
- Catene 6,  regia Dante Marmone e Tiziana Schiavarelli (2009)
- Raccontami, regia di Riccardo Donna e  Tiziana Aristarco (2006)
- Raccontami Capitolo II, regia di Riccardo Donna e Tiziana Aristarco (2008)
- Paolo VI - Il papa nella tempesta, regia di Fabrizio Costa (2008)

## Teatro parziale
- In cerca di lavoro, di De Fano (1950)
- L'arestocrazzi de Tarese, di Laviosa (1950)
- In treno, di De Fano (1952)
- Nu matte fesciute da vescegghie, di De Fano (1976)
- U scarpare gedezziuse, di De Fano (1976)
- U cazzarizze, di Cimarrusti e Ingrosso (1977)
- Amminuamare, di Maurogiovanni (1977)
- Don Juan, di Saponaro (1977)
- Scorze e meddiche, di Spadaro e Pignataro (1978)
- Faiele, di Spadaro e Pignataro (1978)
- Na scernata desgrazziate, di De Fano (1979)
- Citte citte mmiezze alla chiazze di Spadaro e Pignataro (1980)
- Assunta Spina, di Salvatore Di Giacomo (1987)
- Il paese dei campanelli, di Carlo Lombardo e Virgilio Ranzato (1994)
- U cafè antiche, regia di Maurogiovanni (1995)
- La strana coppia, di Neil Simon (1996)
- Settecento barese, di Spadaro (2002)